# Eberhard Perlick
Eberhard Perlick (* 15. Mai 1914 in Breslau, Provinz Schlesien; † 24. September 1971) war ein deutscher Mediziner und Hochschullehrer für Innere Medizin an der Universität Leipzig.

## Leben und Werk
Eberhard Perlick studierte Medizin und promovierte 1942 an der Universität Breslau zum Dr. med. und habilitierte 1951. 1952 wurde er Dozent an der Martin-Luther-Universität Halle-Wittenberg. 1957 erhielt er neben Hans Petzold an der Medizinischen Akademie Magdeburg eine Professur mit Lehrauftrag, 1959 wurde er außerordentlicher Professor und später Professor mit vollem Lehrauftrag für Innere Medizin (Hämatologie) an der Universität Leipzig.
Der bildende Künstler Michael Perlick ist sein Sohn.

## Schriften (Auswahl)
- Schwangerschaftserbrechen und Pylorospasmus. Ein Beitrag zur Ätiologie d. Pylorospasmus. Breslau 1942.
- Gerinnungsfaktoren und Sensibilisierung. Ihre gegenseitigen Beziehungen am Beispiel der organischen Angiopathien. Halle 1951.
- Antikoagulantien. Leipzig 1957.
- Gerinnungslaboratorium in Klinik und Praxis. Leipzig 1960.